# Pionirski park
Le parc des Pionniers (en serbe : Pionirski park, cyrillique : Пионирски парк) est un parc public situé à Belgrade, la capitale de la Serbie.

## Présentation
Le parc est situé entre le Bulevar kralja Aleksandra, les rues Kralja Milana, Kneza Miloša et Dragoslava Jovanovića. Jusqu'en 1944, il était entouré d'un haut mur et servait de jardin pour le Stari dvor (en serbe : Бели двор), la résidence des rois de la dynastie des Obrenović. Après l'arrivée des communistes au pouvoir dans l'ex-royaume de Yougoslavie, le mur fut abattu et le parc ouvert au public sous le nom de Pionirski park, en hommage aux jeunes pionniers du nouveau régime.
La promenade Andrićev venac, ainsi nommée en l'honneur du prix Nobel de littérature yougoslave Ivo Andrić, a été réalisée entre le parc et la rue Kralja Milana.
En 2008, un plan de rénovation a été conçu pour le parc.